# Fransesca Quartey
Ellen Fransesca Kwale Quartey, född 17 augusti 1964 i Gamlestaden i Göteborg, är en svensk skådespelerska, teaterregissör och teaterchef.

## Biografi
Quartey, som har en ghanansk far och en svensk mor, var 1986-1987 elev på Göteborgs Teater- och operahögskola. Hon har hört till ensemblen vid Unga Klara i Stockholm och fick 1993 anställning på Dramaten där hon spelade huvudrollen i Ett drömspel i regi av Robert Lepage. Quartey har även regisserat pjäser på bland annat Helsingborgs stadsteater och Regionteatern Blekinge Kronoberg.
1997 var hon sommarpratare i Sommar i P1.
Under perioden 2013-2022 var Quartey VD och konstnärlig ledare för Västerbottensteatern. Hon har haft styrelseuppdrag i Svensk Scenkonst (2018-2022), Konstnärsnämnden (2020-) och Stockholms konstnärliga högskola (2023-), samt även bidragit i TV-programmet Go'kvälls kulturpanel med bland annat bok- och TV-tips.

## Utmärkelser
- H. M. Konungens medalj i guld av 8:e storleken i Serafimerordens band (Kon:sGM8mserafb 2021) för  betydande insatser inom svensk scenkonst[6]

## Filmografi i urval
- 1994 – Bara du & jag
- 1997 – Pelle Svanslös (TV-serie)
- 1999 – Anna Holt (TV-serie)
- 2002 – Familjen (TV-serie)
- 2007 – Hotell Kantarell (TV-serie)
- 2007 – Bror & syster
- 2012 – Scenen är min

## Teater

### Roller (ej komplett)
| År   | Roll            | Produktion                                               | Regi            | Teater                   |
| ---- | --------------- | -------------------------------------------------------- | --------------- | ------------------------ |
| 1994 | Den mörka damen | Spöksonaten August Strindberg                            | Andrzej Wajda   | Dramaten                 |
| 1994 | Dottern         | Ett drömspel August Strindberg                           | Robert Lepage   | Dramaten                 |
| 2001 | Candy           | Gökboet (One Flew Over the Cuckoo's Nest) Dale Wasserman | Göran Stangertz | Helsingborgs stadsteater |
| 2001 | Scheherazade    | Tusen och en natt (Arabian Nights) Dominic Cooke(en)     | Fadil Jaf       | Helsingborgs stadsteater |
| 2004 | Medverkande     | Land du välsignade Kent Andersson och Anders Wällhed     | Anders Wällhed  | Helsingborgs stadsteater |

### Regi (ej komplett)
| År   | Produktion                                | Upphovsmän                                      | Teater                   |
| ---- | ----------------------------------------- | ----------------------------------------------- | ------------------------ |
| 2002 | En julsaga A Christmas Carol in Prose     | Charles Dickens Översättning Fransesca Quartey  | Helsingborgs stadsteater |
| 2003 | Bröderna Lejonhjärta                      | Astrid Lindgren Dramatisering Fransesca Quartey | Helsingborgs stadsteater |
| 2005 | Jordpojken                                | Gunilla Boëthius                                | Helsingborgs stadsteater |
| 2008 | Ringaren i Notre Dame Notre-Dame de Paris | Victor Hugo Dramatisering Fransesca Quartey     | Helsingborgs stadsteater |